# Serge le Mytho
Serge le Mytho est une série télévisée française humoristique de format shortcom créée par Jonathan Cohen, Kyan Khojandi, Bruno Muschio et Harry Tordjman diffusée d'abord dans Le Grand Journal de Canal+ à partir du 7 octobre 2016, puis dans Le Gros Journal de Mouloud Achour à partir du 20 mars 2017, ainsi que sur YouTube en libre accès.

## Synopsis
Selon le synopsis de la série, Serge le Mytho est « L'histoire d'un mec qui raconte des histoires ».
Le personnage de Serge le Mytho (interprété par Jonathan Cohen) est né dans la série Bloqués, créée par les mêmes auteurs, où il faisait quelques apparitions. Son rôle était de raconter une histoire souvent sans queue ni tête, principalement en improvisation.
Le principe de la série Serge le Mytho est le même, excepté que les différentes situations et interlocuteurs présentés dévoilent plusieurs aspects de la vie de Serge, comme le retour de son amour de jeunesse Ingrid (interprétée par Izïa Higelin).

## Fiche technique
- Titre : Serge le Mytho
- Société de production : My Box Productions
- Société de distribution : Canal+
- Pays d'origine :  France
- Langue : français
- Genre : Shortcom
- Durée : 3 à 8 minutes
- Réalisateurs : Kyan Khojandi et Bruno Muschio
- Auteurs : Jonathan Cohen, Kyan Khojandi, Bruno Muschio
- Directeur de la photographie : Josselin Billot

## Épisodes
| Numéro | Titre                                                           | Date de diffusion | Interlocuteur(s) de Serge  | Comédiens                                                                |
| ------ | --------------------------------------------------------------- | ----------------- | -------------------------- | ------------------------------------------------------------------------ |
| #01    | Pourquoi Serge a arrêté l'école ?                               | 07/10/2016        | Deux personnages sans nom  | Bruno Muschio                                                            |
| #02    | Serge, bientôt sur PlayStation ?                                | 14/10/2016        | Orelsan et Gringe          | Orelsan et Gringe                                                        |
| #03    | Comment Serge a rencontré JoeyStarr ?                           | 21/10/2016        | Pierre Dubois              | Jérémie Galan                                                            |
| #04    | Serge et l'instrument sublime de Mariah Carey                   | 28/10/2016        | Une prostituée             | Dominique Jacquet                                                        |
| #05    | Ingrid est revenue                                              | 18/11/2016        | Ingrid                     | Izïa Higelin                                                             |
| #06    | Serge balance ses lyrics                                        | 25/11/2016        | Pierre Dubois              | Jérémie Galan                                                            |
| #07    | Ce que Serge a vu dans le futur                                 | 02/12/2016        | Huguette et une infirmière | Andrée Damant et Marie-Jo Khojandi                                       |
| #08    | Serge dit la vérité sur Jay-Z                                   | 09/12/2016        | Un boucher                 | Youssef Hajdi                                                            |
| #09    | Ingrid et la Pakenka à crête                                    | 16/12/2016        | Ingrid                     | Izïa Higelin                                                             |
| #10    | Serge vient en aide à un ami                                    | 06/01/2017        | Une prostituée             | Dominique Jacquet                                                        |
| #11    | Serge, descendant de Louis XVI                                  | 13/01/2017        | Orelsan et Gringe          | Orelsan et Gringe                                                        |
| #12    | Comment Serge a fait atterrir un avion                          | 20/01/2017        | Huguette                   | Andrée Damant                                                            |
| #13    | Serge raconte sa plus belle enquête                             | 27/01/2017        | Pierre Dubois              | Jérémie Galan                                                            |
| #14    | Serge a une nouvelle recrue                                     | 03/02/2017        | Un gamin                   | Lorenzo Marchès                                                          |
| #15    | Serge et le Prehistoric Park                                    | 10/02/2017        | Orelsan et Gringe          | Orelsan et Gringe                                                        |
| #16    | Serge et la malédiction des 1500 meufs                          | 17/02/2017        | Une prostituée             | Dominique Jacquet                                                        |
| #17    | La vie secrète d'Huguette                                       | 20/03/2017        | La Famille d'Huguette      | Claire Rochelle, Lionel Bereni et Damien Bergel                          |
| #18    | La cousine de Serge lâche les dossiers                          | 30/03/2017        | Pierre Dubois et Nina      | Jérémie Galan et Leïla Bekhti                                            |
| #19    | Mytho + Mytho = Mythos                                          | 06/04/2017        | Pierre Dubois et Nina      | Jérémie Galan et Leïla Bekhti                                            |
| #20    | Serge se lance dans le cinéma avec Luc Besson                   | 12/04/2017        | Orelsan et Gringe          | Orelsan et Gringe                                                        |
| #21    | Serge va-t-il pécho Ingrid ?                                    | 27/04/2017        | Ingrid                     | Izïa Higelin, Joshua Raccah et Louise Malek                              |
| #22    | Serge et la mémoire sexuelle                                    | 04/05/2017        | Ingrid                     | Izïa Higelin                                                             |
| #23    | Comment Serge gagnait de l'oseille à l'école                    | 11/05/2017        | Un gamin                   | Lorenzo Marchès                                                          |
| #24    | Nina VS Catherine Deneuve                                       | 20/05/2017        | Pierre Dubois et Nina      | Jérémie Galan et Leïla Bekhti                                            |
| #25    | Serge, avocat commis d'office, Jennifer, Garou et Tonton Mardou | 27/05/2017        | Un boucher                 | Youssef Hajdi                                                            |
| #26    | Le jour où Serge a inventé une drogue                           | 31/05/2017        | Deux personnages sans nom  | Bruno Muschio                                                            |
| #27    | Serge cherche un investisseur                                   | 08/06/2017        | Pierre Dubois              | Jérémie Galan                                                            |
| #28    | Les Amis de Serge                                               | 14/06/2017        | Ingrid, Les Amis de Serge  | Izïa Higelin, Jean-Toussaint Bernard, Olivier Rosenberg et Romain Vissol |
| #29    | Vous m'appelez Serge le mytho ?                                 | 21/06/2017        | Orelsan et Gringe          | Orelsan, Gringe, Kyan Khojandi et Bérengère Krief                        |
| #30    | Le Dernier Mensonge de Serge                                    | 28/06/2017        | Ingrid                     | Izïa Higelin                                                             |

## Autour de la série
La série fait partie d'un univers partagé avec les séries Bref. et Bloqués, créées par Kyan Khojandi et Bruno Muschio. En effet, Serge le Mytho est la continuation de la seconde, le personnage de Serge apparaissant pour la première fois dans Bloqués, et ceux d'Orel et Gringe pour la dernière fois dans Serge le Mytho. (Ils apparaissent à nouveau dans la saison 2 de Bref, sortie en 2025). Enfin, en juin 2017, dans l'épisode 29 de Serge le Mytho, au cours d'une promenade, Serge, Orel et Gringe tombent brièvement sur "Je", le personnage de Bref. interprété par Kyan Khojandi. Il est d'ailleurs accompagné de Marla, interprétée par Bérengère Krief, suggérant que les deux personnages se sont remis en couple après la fin de la saison 1 de Bref., comme le confirmera la saison 2). "Je" appelle alors Serge "Charles", ce qui permet au spectateur de comprendre que le personnage de Charles, apparu dans l'épisode 65 de Bref (Bref. J’ai un nouveau pote), interprété par Jonathan Cohen, et le personnage de Serge, sont en réalité une seule et même personne. Les séries Bref., Bloqués et Serge le Mytho se déroulent donc dans le même univers, les protagonistes des trois séries se retrouvant même dans l'épisode 2 de la saison 2 de Bref.
Enfin, la série Cher Journal, créée par Anna Apter et produite par Kyan Khojandi, pourrait également prendre place dans le même univers. En effet, à la fin de l'épisode 11 (Darwin Award), la phrase « C'est ma soirée ou c'est pas ma soirée ? », peut être entendue prononcée par Maud, un personnage de Bref. Dans l'épisode 24 (Flashback), le film fictif Mortelle Banalité est mentionné lorsque Anna croise un personnage interprété par Alice David. Dans Bref.2, Mortelle Banalité est le nom du film réalisé par Sarah, personnage de Bref. également interprété par Alice David. Enfin, Anna Apter rejoint également la distribution de Bref.2, dans le rôle d'Anna, suggérant que les personnages évoluent dans le même univers. 